# Annabelle Apsion
 (mai 2018).
Jane Annabelle Apsion, née le 17 septembre 1960 à Londres, dans le quartier d'Hammersmith, est une actrice britannique, connue pour son rôle de Joy Wilton dans la série Soldier Soldier.

## Biographie
Aspion est une ancienne étudiante du Godalming College et de l'université du Pays de Galles. 

### Carrière
Aspion est également connue pour ses représentations de Kirsty dans My Good Friend, Beverly dans The Lakes et Patricia Hilman dans Coronation Street. Elle est apparue dans deux épisodes séparés de Midsomer Murders, (Death in Chorus et Dead Man's 11) comme deux personnages différents. Elle a également joué un rôle dans le documentaire Hillsborough diffusé en 1996 et racontant l'histoire de la tragédie du football en 1989. 
En 1989, elle joue également dans Ghostbusters 2 un petit rôle où elle prédit la fin du monde. Elle est ensuite présente dans un épisode de Lewis et interprète un petit rôle dans la sitcom In with the Flynns. Plus récemment, elle est apparue dans la série The Village aux côtés de sa co-star de Shameless, Maxine Peake. 
En 2001, elle a joué aux côtés de Johnny Depp, Heather Graham et Robbie Coltrane dans From Hell en tant que Polly Nichols, la première victime de Jack l’Eventreur. Parmi les autres films auxquels elle a participé, il y a About a Boy, La zone de guerre, Lolita et Love. En dehors de l'action, elle est apparue en tant que panéliste invité sur The Wright Stuff de 2008 à 2009. En 2014, Aspion a interprété Annette Walker dans un épisode de la série policière Suspects et plus récemment elle est apparue dans les épisodes de Call the Midwife sous le nom de Violet Buckle et dans des épisodes de Doc Martin sous le nom de Jennifer Cardew. 

## Filmographie

### Cinéma
- 1989 : Ghostbusters 2 : ?
- 1996 : Hillsborough : ?
- 2001 : From Hell : Polly Nichols

### Télévision
- 2005 : Shameless : Monica Gallagher
- 2006 : Vie Sauvage : ?
- 2010 : Lewis : ?
- 2012 : Call the Midwife : Violet Buckle
- 2014 : Suspects : Annette Walker
- 2017 : The Halcyon : Lillian Hobbs